# 全氟甲基二乙胺
全氟甲基二乙胺是一种全氟叔胺，化学式为C5F13N。在一个分子中，两个五氟乙基和一个三氟甲基与一个氮原子连接。这个化合物和其他全氟烷基胺都为电子工业生产。与普通的胺不同，全氟胺碱性低。

## 制备和用途
以氟化氢为溶剂和氟的来源，对母体胺施以电氟化，可制备全氟烷基胺。这个化合物有两个商业用途，但公司一般都拥有有关的详情。它是人工血Fluosol的成分。溶剂中的氧和二氧化碳易溶，黏度和毒性也低，人工血的应用利用了这个性质。它也是Fluorinert冷却液的组成部分。一些电脑的CPU会浸泡在这个液体里，加快冷却。

## 安全性
全氟烷基胺毒性一般很低，所以能不能用于人工血，它们已得到评估。